# Niggli Nunataks
Niggli Nunataks är nunataker i Antarktis. De ligger i Östantarktis. Storbritannien gör anspråk på området.